# Phelsuma pasteuri
Phelsuma pasteuri Meier, 1984 è un piccolo sauro della famiglia Gekkonidae, endemico delle isole Comore.

## Conservazione
La IUCN Red List classifica P. pasteuri come specie prossima alla minaccia (Near Threatened).
La specie è inserita nella Appendice II della Convention on International Trade of Endangered Species (CITES).